# Кузьменко, Иван Дмитриевич
Иван Дмитриевич Кузьменко (род. 14 января 1969, Сунжа, Чечено-Ингушская Автономная Советская Социалистическая Республика, РСФСР, СССР) — советский и российский серийный убийца, совершивший не менее 3 убийств пожилых женщин, сопряженных с изнасилованиями, в период с марта 1990 по ноябрь 1992 года на территории республики Карачаево-Черкесия. Исключительность делу Кузьменко придает тот факт, что после совершения серии убийств ему удавалось избежать уголовной ответственности и скрываться от правоохранительных органов 15 лет. После ареста, в 2008 году в ходе судебного процесса Кузьменко был признан виновным в совершении 3 убийств и получил в качестве уголовного наказания 12 лет лишения свободы, однако в день вынесения приговора был освобожден в зале суда и отпущен на свободу в соответствии со статьей 48 УК РСФСР за истечением срока давности. Инцидент не имел аналогов в новейшей истории России.

## Биография
Иван Кузьменко родился 14 января 1969 года в городе Сунжа (Чечено-Ингушская Автономная Советская Социалистическая Республика). Имел несколько братьев и сестер. Семья Ивана испытывала материальные трудности, вследствие чего детство и юность Кузьменко провел в социально неблагополучной обстановке. После окончания школы Иван начал вести бродяжнический образ жизни, зарабатывая на жизнь кражами и случайными заработками. В конце 1980-х годов Иван Кузьменко переехал на территорию республики Карачаево-Черкесия, где в период с марта 1990 по ноябрь 1992 года совершил не менее 3 убийств пожилых женщин. В совершении убийств Иван продемонстрировал выраженный ему образ действия. Поздно вечером он проникал в дом жертв через окно или крышу, после чего совершал нападение на хозяйку дома, в ходе которого убивал ее посредством удушения, после чего забирал из дома деньги и другие предметы, представляющие материальную ценность. Заметая следы, Иван Кузьменко постоянно перемещался по территории Карачаево-Черкесии. Первое убийство он совершил в предгорье, на территории станицы Зеленчукская в марте 1990 года. Его жертвой стала 87-летняя Анне Томашенко, которую он избил, изнасиловал и задушил. Следующей жертвой преступника стала 80-летняя жительница отдаленного хутора Киево-Жураки (Адыге-Хабльский район) Дарья Канычинова, которую он изнасиловал и убил в мае 1991 года. Последнее известное следствию убийство Кузьменко совершил в ноябре 1992 года — в города Усть-Джегута, расположенном в 20 километрах от столицы республики города Черкесск. Во время совершения убийств Кузьменко не отличался предельной осторожностью. На одном из мест преступлений он оставил свои отпечатки пальцев, вследствие чего вскоре вошел в число подозреваемых, однако в розыск объявлен не был.

Вячеслав Тараненко, старший помощник руководителя следственного управления следственного комитета при Генпрокуратуре РФ по Карачаево-Черкесии так прокомментировал расследование совершения 3 убийств:
Была получена определенная информация о возможной причастности Кузьменко. Однако проверить его участие в тех преступлениях получилось, поскольку просто-напросто не смогли установить, где находится Кузьменко.
После совершения убийств Кузьменко вскоре уничтожил свои документы, покинул территорию Карачаево-Черкесии и перебрался на территорию Чеченской республики, где на тот момент существовала криминогенная ситуация в экономике. На территории Чеченской республики Ивана Кузьменко никто не искал. В 1994 году он приобрел фальшивый паспорт на имя Руслана Бурлуцкого. После начала Первой чеченской войны Кузьменко покинул Чечню и вернулся на территорию Карачаево-Черкесии, где вскоре женился и обзавелся жильем. Вплоть до февраля 2007 года он не был замечен в совершении правонарушений и не демонстрировал девиантного поведения. В этот период он сменил несколько профессий, занимаясь в основном низкоквалифицированным трудом  и несколько раз вместе с женой и детьми менял места жительства. В феврале 2007 года Иван Кузьменко был арестован по обвинению в мелком хулиганстве. Во время снятия отпечатков его пальцев была проведена криминалистическо-дактилоскопическая экспертиза, в ходе которой была установлена его настоящая личность и причастность к совершению убийств. Кузьменко признал свою вину и во время расследования активно способствовал следствию в деле раскрытия преступлений. В ходе расследования было проведено несколько следственных экспериментов, на которых Кузьменко показал, как душил своих жертв. Судебный процесс открылся в январе 2008 года и продлился всего лишь несколько дней. Уголовное дело рассматривали в закрытом режиме. В конечном итоге 25 января 2008 года Кузьменко был признан виновным в совершении 3 убийств, после чего суд назначил ему в качестве уголовного наказания 12 лет лишения свободы, однако после вынесения приговора с него сняли наручники и освободили из зала суда за истечением срока давности.

Валентина Корунникова, родственница Софьи Алентьевой, одной из жертв Кузьменко, выразила протест против такого решения суда и заявила следующее: 
Я просто думала: что-то все равно ему будет, какое-нибудь наказание, должен же он все равно отсидеть. Я говорила себе: будет так, как решит суд, на усмотрение суда.

Однако Фатима Барлакова, помощник судьи Верховного суда Карачаево-Черкесии заявила о том, что с точки зрения закона в уголовном деле Кузьменко никаких нарушений не произошло: 
В соответствии со статьей 48 УК РСФСР Кузьменко был освобожден от наказания за истечением срока давности.

Комментарий пресс-секретаря Верховного суда Карачаево-Черкесской Республики Алибека Боташева: 
Кузьменко судили по старому Уголовному кодексу, то есть по УК РСФСР, который действовал в годы, когда он совершил преступления. А по старому кодексу, если с момента совершения преступления до установления личности преступника прошло более 15 лет, значит, истек срок давности привлечения к уголовной ответственности.
После оглашения приговора Иван Кузьменко выразил раскаяние в содеянном и попросил прощения у родственников своих жертв.